# Renata Butryn
Renata Celina Butryn z domu Mierzwa (ur. 31 maja 1959 w Dębicy) – polska polityk, nauczycielka, posłanka na Sejm VI i VII kadencji.

## Życiorys
Ukończyła Liceum Ogólnokształcące w Dębicy (uczęszczała do klasy o profilu matematyczno-fizycznym), a następnie studia na Wydziale Filologicznym Uniwersytetu Jagiellońskiego w Krakowie z tytułem magistra filologii polskiej. Odbyła podyplomowe studia na Wydziale Humanistycznym Uniwersytetu Marii Curie-Skłodowskiej w Lublinie (filologia polska).
Pracowała jako nauczycielka języka polskiego w Liceum Ogólnokształcącym im. Komisji Edukacji Narodowej w Stalowej Woli. Od 2002 do 2007 była radną powiatu stalowowolskiego z ramienia lokalnego ugrupowania Samorządność i Praworządność, związanego z prezydentem Stalowej Woli, w latach 2002–2006 pełniła funkcję wiceprzewodniczącej rady.
W wyborach parlamentarnych w 2007 z ramienia Platformy Obywatelskiej uzyskała mandat poselski, otrzymując w okręgu rzeszowskim 10 940 głosów. W wyborach w 2011 z powodzeniem ubiegała się o reelekcję, dostała 8941 głosów. W 2015 nie została ponownie wybrana do Sejmu. W 2017 powołana w skład rady programowej Polskiego Radia. W 2018 uzyskała mandat radnej miejskiej w Stalowej Woli. W wyborach w 2019 bezskutecznie ubiegała się o mandat posła do Parlamentu Europejskiego. W wyborach w 2019 oraz 2023 ponownie kandydowała do Sejmu, nie uzyskując mandatu. W 2024 została wybrana do Sejmiku Województwa Podkarpackiego VII kadencji. W tym samym roku z ramienia KO ponownie wystartowała w wyborach do PE.

## Życie prywatne
Córka Janusza i Kazimiery. Zamężna z Andrzejem Butrynem, z którym ma dwoje dzieci – Łukasza i Joannę.